# سانشينغدوي
سانشينغدوي هو موقع أثري وحضارة رئيسة من العصر البرونزي في غوانغهان الحديثة بمقاطعة سيتشوان الصينية. اسكتشفت إلى حد كبير في عام 1986، بعد اكتشاف أولي في عام 1927، قام علماء الآثار بالتنقيب في القطع الأثرية التي وضعها التأريخ بالكربون المشع في القرنين الثاني عشر والحادي عشر قبل الميلاد. الموقع الأثري هو موقع النوع لحضارة سانشينغدوي التي أنتجت هذه القطع الأثرية، وقد حدد علماء الآثار المكان مع مملكة شو القديمة. تُعرض القطع الأثرية في متحف سانشينغدوي الواقع بالقرب من مدينة غوانغهان.
سانشينغدوي مدرجة في قائمة اليونسكو لمواقع التراث العالمي المؤقتة، إلى جانب موقع جينشا
ومقابر مشتركة لتوابيت على شكل قارب ‏.

## الخلفية

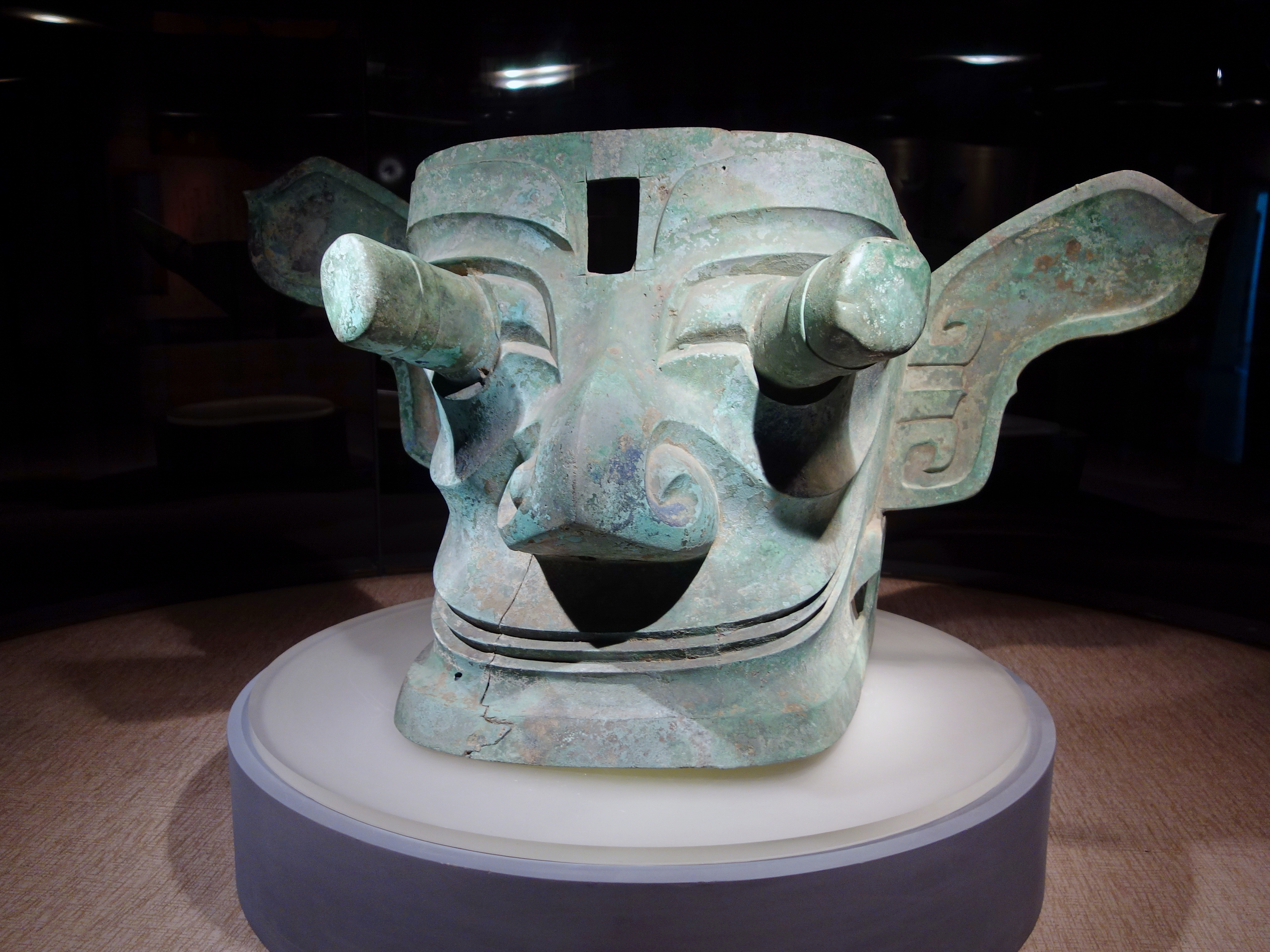
رأس كبير من البرونز بعيون بارزة يعتقد البعض أنها تمثل صورة كانكونغ، ملك شو شبه الأسطوري

حدد العديد من علماء الآثار الصينيين حضارة سانشينغدوي باعتبارها جزءًا من مملكة شو القديمة، ورُبطت القطع الأثرية الموجودة في الموقع بملوكها الأوائل والأسطوريين. الإشارات إلى مملكة شو التي قد تكون مؤرخة بشكل موثوق به في مثل هذه الفترة المبكرة في السجلات التاريخية الصينية شحيحة. المملكة مذكورة في شيجي وشوجينج كحليف لزو الذي هزم شانغ. يمكن أيضًا العثور على روايات لملوك شو الأسطوريين في السجلات المحلية.
وفقًا لـ سجلات هوايانغ التي جُمعت خلال عهد أسرة جين (266-420)، أُسست مملكة شو على يد كانكونغ (蠶叢). وصف كانكونغ بأنه ذو عيون بارزة، وهي ميزة توجد في العديد من أقنعة وشخصيات سانشينغدوي. لذلك فقد اقترح أن الأقنعة الكبيرة ذات العيون البارزة هي تمثيل كانكونغ، على الرغم من وجود تفسيرات أخرى. كما عُثر على أشياء أخرى على شكل عين قد توحي بعبادة العيون. يشمل الحكام الآخرون المذكورون في سجلات هوايانغ بوغوان (柏灌)، يوفو (魚鳧) ودويو (杜宇). العديد من الأشياء على شكل أسماك وطيور، وقد اقترح أن تكون هذه الطواطم لبوغوان ويوفو (اسم يوفو يعني سمك الغاق)، وقد اقترحت عشيرة يوفو على أنها الأكثر احتمالاً أن تكون مرتبطة بها سانشينغدوي.

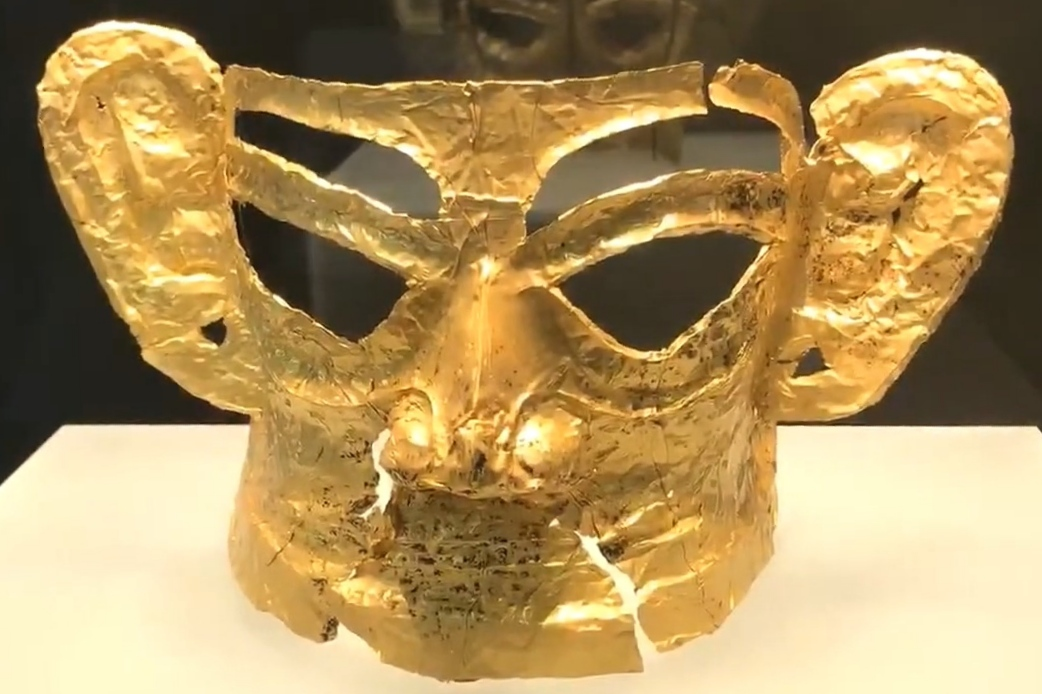
استخراج قناع سانشينغدوي الذهبي في عام 2021

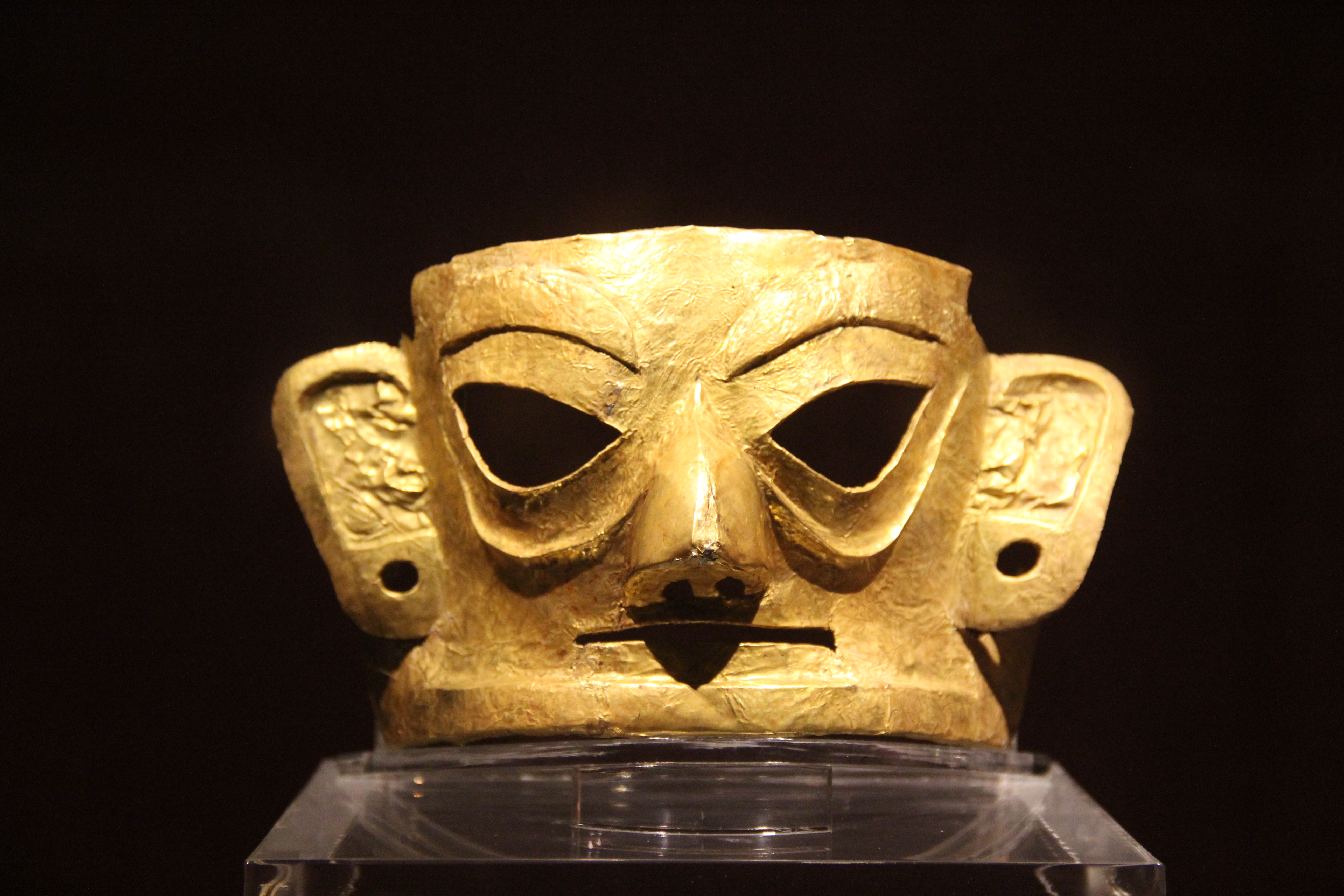
القناع الذهبي في متحف موقع جينشا، والذي يشبه إلى حد بعيد أقنعة سانشينغدوي من حيث الشكل والأسلوب

في وقت لاحق، أُجريت اكتشافات مماثلة في جينشا أيضًا، والتي تقع على بعد 40 كيلومترًا ولها ارتباط وثيق بحضارة سانشينغدوي. يُعتقد أنها العاصمة التي نُقلت لمملكة شو. كما اقترح أن موقع جينشا قد يكون محور وعاصمة عشيرة دويو.

### الموقع الأثري

ينقسم موقع سانشينغدوي إلى منطقة القرابين والقصر وورش العمل والمنطقة السكنية

يقع موقع سانشينغدوي الأثري على بعد حوالي 4 كم شمال شرق بلدة نانكسينغ بالمدينة على مستوى مقاطعة غوانغهانالتابعة لديانغ بمقاطعة سيتشوان. أظهرت الحفريات الأثرية في الموقع أدلة على إنشاء مدينة مسورة ق. 1600 قبل الميلاد. لدى المدينة التي على شكل شبه منحرف 2 000 متر من الجدارن جهة الشرق، 2 000 متر من الجدارن جهة الجنوب، 1 600 متر من الجدارن جهة الغرب، محاصرة مساحة 3,6 كم2 ، وهو ما يُماثل من حيث المساحة المدينة الداخلية لمدينة تشنغتشو شانغ.

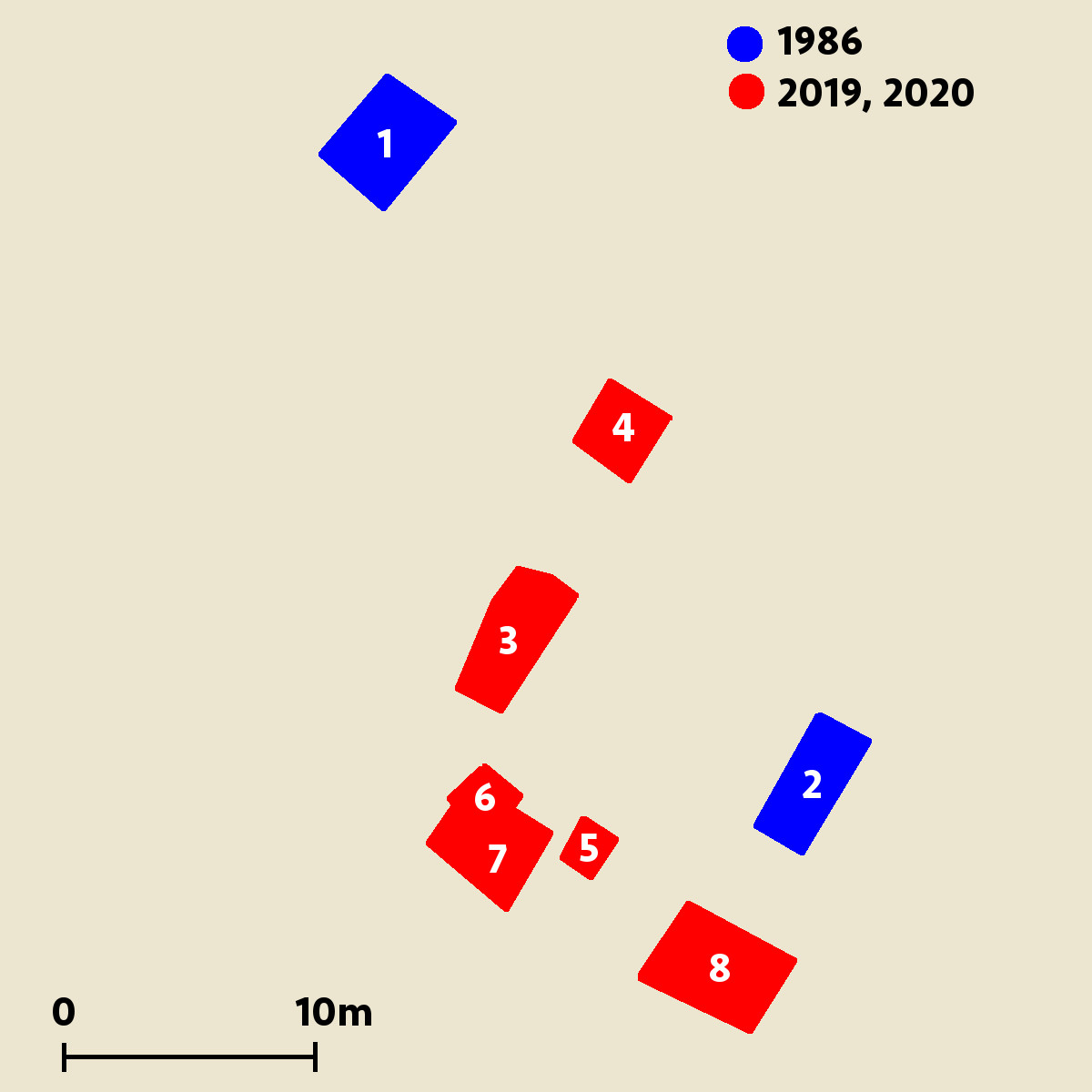
تخطيط من 8 حفر مع المشغولات اليدوية

بنيت المدينة على ضفاف نهر اليازى، وجزءًا مغلقًا من روافده، نهر مامو، داخل أسوار المدينة. كانت أبعاد أسوار المدينة هي بعرض 40 م في القاعدة و20 م في الأعلى، وتفاوتت في الارتفاع من 8-10 م. كان هناك مجموعة أصغر من الجدران الداخلية.
كانت الجدران محاطة بقنوات بعرض 25-20 م وعمق 2-3 م. استخدمت هذه القنوات للري والملاحة الداخلية والدفاع والتحكم في الفيضانات. قسمت المدينة إلى مناطق سكنية وصناعية ودينية منظمة حول محور مركزي مهيمن. على طول هذا المحور، عُثر على معظم المدافن في الحفرة على أربعة مصاطب. كانت الهياكل عبارة عن قاعات مستطيلة من الطوب اللبن مؤطرة بالخشب. كانت أكبر قاعة اجتماعات حوالي 200 م2 (2,200 قدم2).

### الاكتشاف
عُثر على دليل على حضارة قديمة في هذه المنطقة لأول مرة في عام 1927 عندما اكتشف مزارع ثري مخبأً كبيرًا من آثار اليشم أثناء تجريف خندق للري، وجد العديد منها على مر السنين طريقها إلى أيدي جامعي الأشساء الخواص. في عام 1931، لُفت انتباه فيفيان دونيثورن، وهو مبشر أنجليكاني متمركز في كنيسة غوانغان الإنجيلية، إلى هذا الاكتشاف. لقد أدرك أهمية الاكتشاف واتصل بقاض محلي وكذلك دانيال شيتس داي، أستاذ الجيولوجيا في جامعة اتحاد غرب الصين (WCUU). ثم زار الثلاثة الموقع وقاموا بتصوير وقياس الموقع. من خلال القاضي، تم الحصول على بعض العناصر وإرسالها إلى المتحف في جامعة اتحاد غرب الصين. بعد ذلك، في عام 1934، نظم ديفيد كروكيت جراهام، المدير الجديد للمتحف في الجامعة، أول تنقيب أثري للموقع.
في عام 1986، عثر العمال المحليون عن طريق الخطأ على حُفر قرابين تحتوي على آلاف القطع الأثرية من الذهب والبرونز واليشم والفخار التي كُسرت (ربما تشوهها طقوسًا) وحُرقت ودُفنت بعناية. عُثر على حفرة القرابين الثانية، التي تحتوي على ما يقرب من 800 قطعة، بعد أقل من شهر بقليل، في 14 أغسطس 1986، على بعد 20-30 مترًا فقط من الأولى.
تضمنت الأشياء البرونزية الموجودة في حفرة القرابين الثانية تماثيل بشرية ومنحوتات ذات وجه حيواني وأجراس وحيوانات زينة مثل التنانين والثعابين والكتاكيت والطيور والفؤوس. كانت الجداول والأقنعة والأحزمة من بين الأشياء التي عُثر عليها والتي كانت مصنوعة من الذهب، بينما شملت الأشياء المصنوعة من اليشم الفؤوس والأقراص والخواتم والسكاكين والأنابيب. كان هناك أيضًا عدد كبير من قذائف العاج والبطلينوس. اندهش الباحثون عندما وجدوا أسلوبًا فنيًا لم يكن معروفًا تمامًا في تاريخ الفن الصيني.
أثارت جميع اكتشافات سانشينغدوي اهتمامًا علميًا، لكن البرونزيات كانت هي ما أثار اهتمام العالم. اعتبرهم تاسك روزين (بالإنجليزية: Task Rosen) من المتحف البريطاني أنهم أكثر تميزًا من جيش التراكوتا في شيان. أقيمت المعارض الأولى لبرونز سانشينغدوي في بكين (1987، 1990) والمتحف الأولمبي في لوزان (1993).
ومع ذلك، وعلى الرغم من الاهتمام بالاكتشافات المُنقب عنها، فقد عانى الموقع من الفيضانات والتلوث. لهذا السبب ضمن الصندوق العالمي للآثار والتراث الموقع في قائمة مراقبة الآثار العالمية 1996. للحفاظ على الموقع، قدمت أمريكان إكسبريس التمويل لبناء سد وقائي. أيضًا، في عام 1997، افتتح متحف سانشينغدوي بالقرب من الموقع الأصلي.

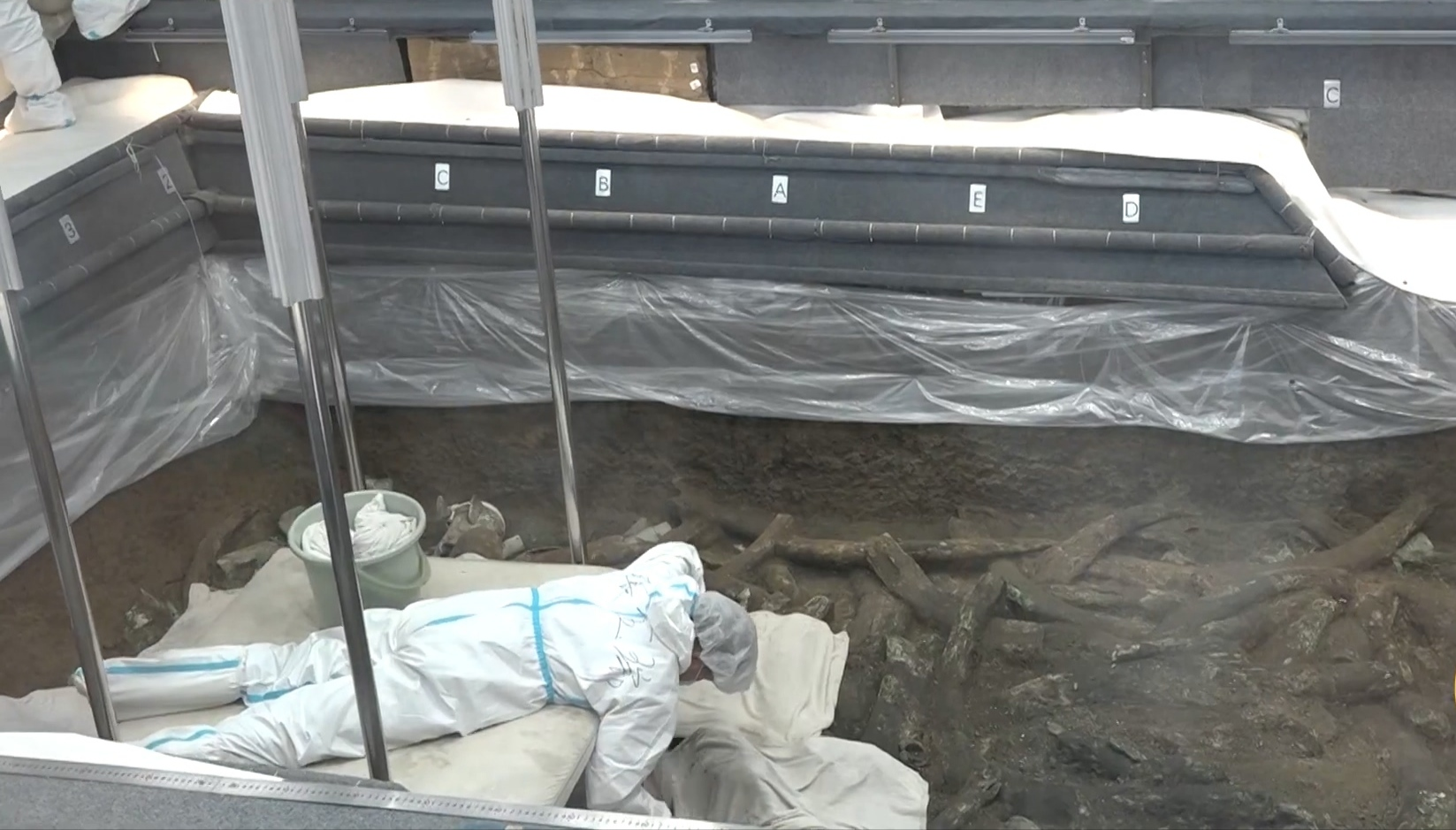
عالم آثار يعمل في حفرة

في مارس 2021، اكتشفت أكثر من 500 قطعة أثرية حضارية، بما في ذلك قناع ذهبي عمره 3000 عام، في سانشينغدوي في منطقة تبلغ مساحتها 4.6 ميل مربع خارج عاصمة المقاطعة تشنغدو. يُقدر أن القناع مصنوع من 84 بالمائة ذهب ويزن 280 غرامًا. وبحسب إدارة التراث الثقافي الوطني، فقد انتشلت هذه القطع من ستة "حفر قرابين" اكتشفهت حديثًا. كما اكتشفت أقنعة إضافية وأدوات من اليشم وآثار عاجية في الحفرة. اكتشفت الحفر الست في موقع سانشينغدوي بين عامي 2020 و2022 خلال قائمة أعمال التنقيب المتجددة. تشمل القطع الأثرية التي عُثر عليها في هذه الحفريات شظايا من قناع ذهبي وآثار حرير وأواني برونزية تصور حيوانات ومنحوتات عاجية وغير ذلك. ومن المقرر أن تنتهي جولة الحفريات في أكتوبر 2022.

## الحضارة

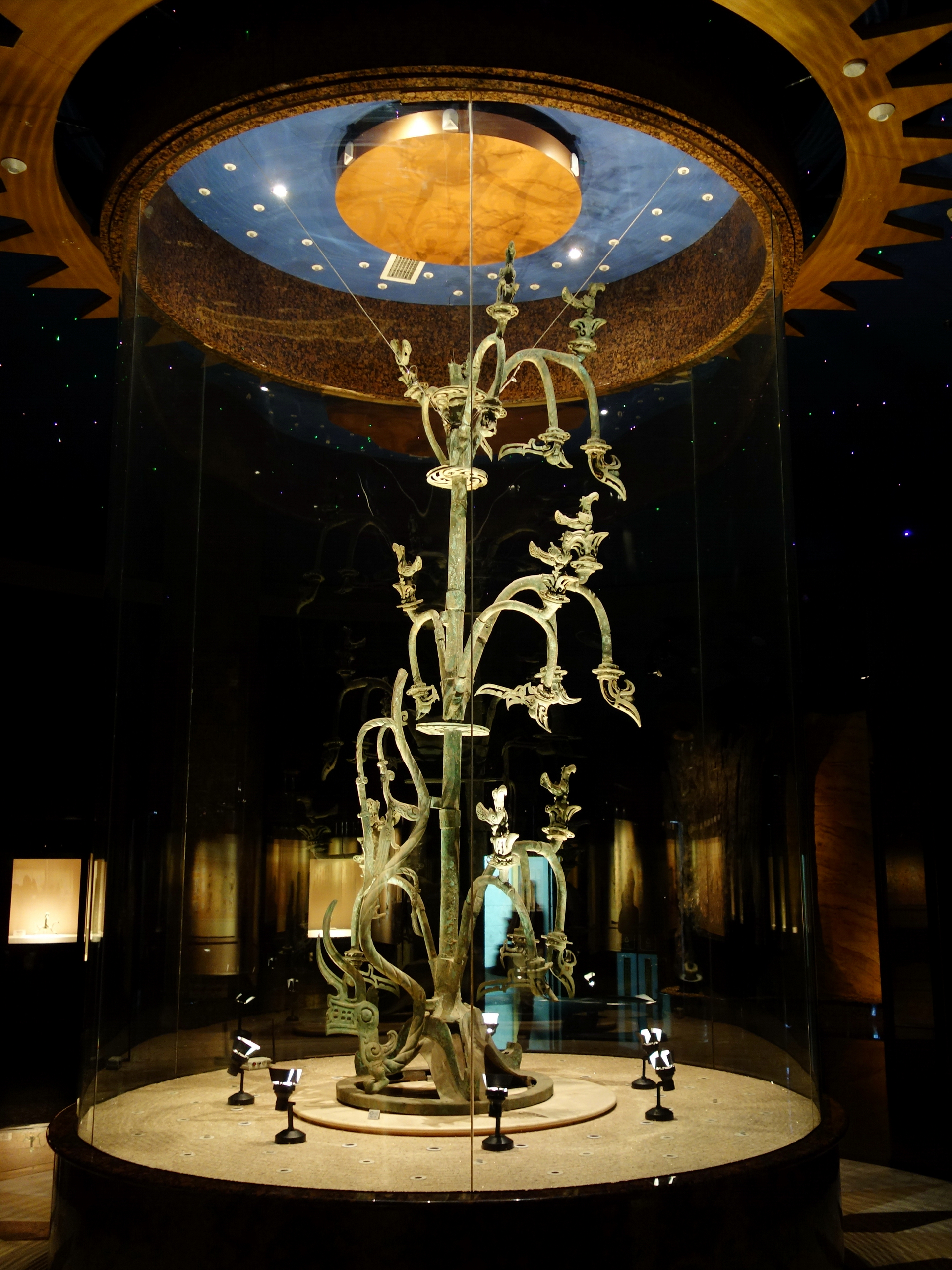
شجرة مقدسة من البرونز الهائل (علو) من سانشينغدوي

يُعتقد أن الجدول الزمني لحضارة موقع سانشينغدوي مقسم إلى عدة مراحل. كانت حضارة سانشينغدوي التي تتوافق مع الفترات من الثاني إلى الثالث من الموقع حضارة غامضة في جنوب الصين. هذه الحضارة معاصرة مع أسرة شانغ، ومع ذلك، فقد طورت تلك الحضارة طريقة مختلفة لصنع البرونز من شانغ. تنتمي المرحلة الأولى التي تتوافق مع الفترة الأولى من الموقع إلى ثقافة باودون، والمرحلة الأخيرة (الفترة الرابعة) التي تلت الحضارة بها دولة با ‏ ومملكة شو. تتضمن التكهنات المتعلقة بنهاية حضارة سانشينغدوي أنه ربما كان نتيجة لكوارث طبيعية (عُثر على دليل على حدوث فيضانات هائلة وزلزال)، أو غزو من قبل حضارة أخرى.
حكمت ثيوقراطية مركزية قوية الحضارة مع روابط تجارية للبرونز من يين والعاج من جنوب شرق آسيا.

### علم الفلزات
كانت لهذه الحضارة القديمة صناعة سبك البرونز متطورة بشكل جيد والتي سمحت بتصنيع العديد من الأدوات المثيرة للإعجاب، مثل أقدم تمثال بشري بالحجم الطبيعي في العالم (بارتفاع 260 سم،و 180كلغ)، وشجرة من البرونز مع طيور وزهور وزخارف (396 سم)، والتي حددها البعض على أنها صور لشجرة فوسانغ للأساطير الصينية. يمكن أيضًا العثور على سيكويا الفجر بالقرب نسبيًا على الحافة الشرقية لحوض سيتشوان.

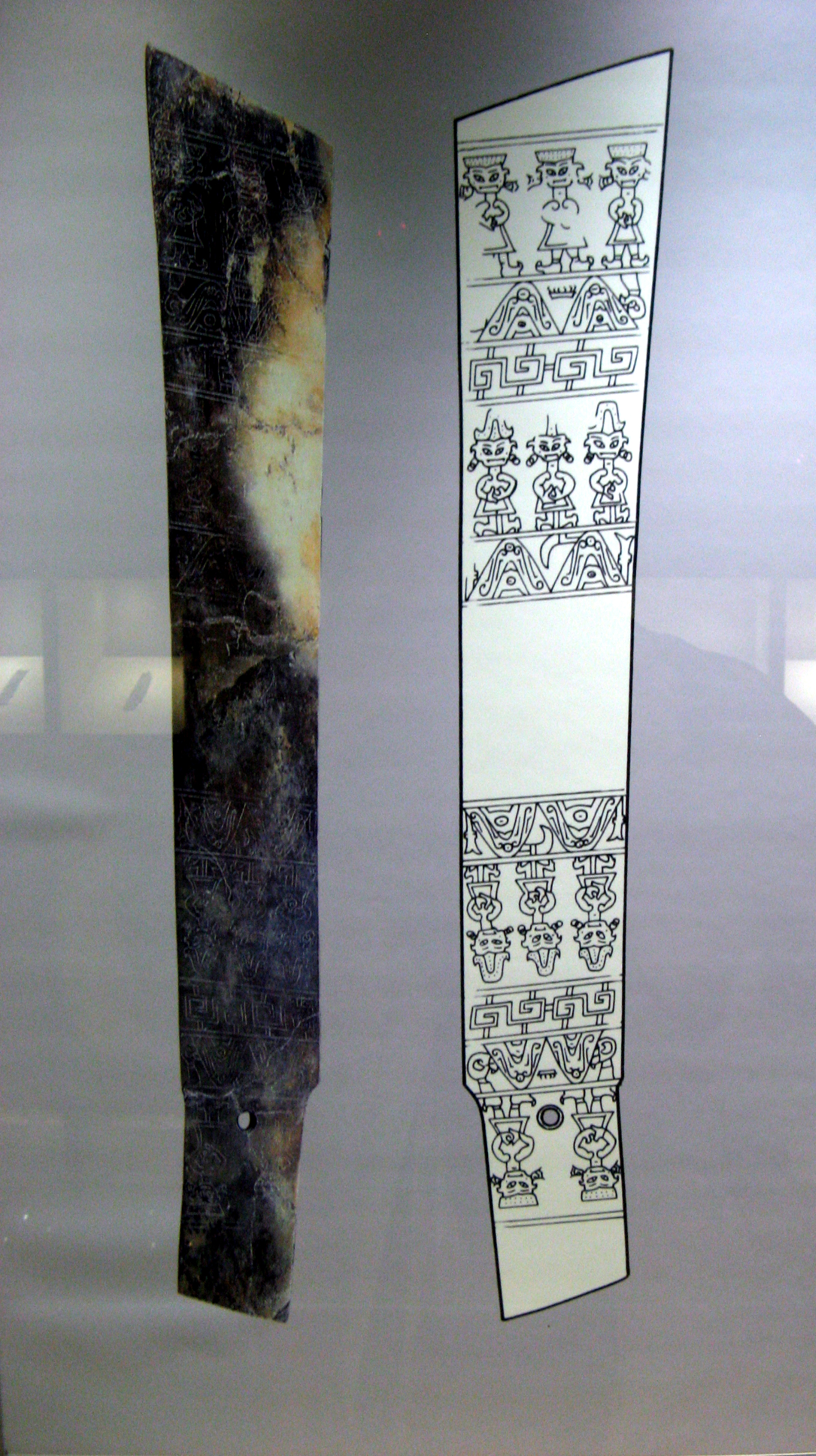
شفرة تشانغ كبيرة من اليشم، بطول 54 سم، متحف سانكسينغدوي

كانت أكثر الاكتشافات إثارة للدهشة هي العشرات من الأقنعة والرؤوس البرونزية الكبيرة (ما لا يقل عن ستة رؤوس مع أقنعة من رقائق الذهب مرفقة أصلاً) ممثلة بملامح إنسانية زاويّة، وعيون لوزية مبالغ فيها، بعضها مع حلقات عين بارزة، وآذان علوية كبيرة. كان للعديد من وجوه سانشينغدوي البرونزية آثار لطخات الطلاء: أسود على العيون والحاجبين الكبيرين بشكل غير متناسب، والقرمزي على الشفاه والأنف وثقوب الأذن. وفقًا لعالمة الصينيات الفرنسية كورين دوباين فرانكفورت، توفر هذه الألوان دليلًا على الممارسات الطقسية التي كانت مختلفة تمامًا عن ممارسات سلالة شانغ. يُفسَّر القرمزي على أنه «ليس تلوينًا بل شيءً يُقدم طقوسًا للرأس لتذوقه وتشمه وتسمع (أو شيئًا يمنحها القدرة على التنفس والسمع والتحدث)». بناءً على تصميم هذه الرؤوس، يعتقد علماء الآثار أنها كانت مثبتة على دعامات خشبية أو طواطم، ربما مرتدية الملابس. يخلص ليو يانغ إلى أن «الطقوس المقنعة لعبت دورًا حيويًا في الحياة المجتمعية لسكان سانشينغدوي القدامى»، ووصف هذه الأقنعة الطقسية البرونزية بأنها شيء ربما كان يرتديه شي (جثة) «شخصية، منتحل شخصية ؛ احتفالية ممثل قريب ميت».
كان شي عمومًا قريبًا وشابًا يرتدي زيًا (ربما يتضمن قناعًا) يعيد إنتاج ملامح الشخص الميت. كان شي مُقلدًا، أي شخصًا يعمل بمثابة تذكير بالسلف الذي قُدمت له التضحية. خلال مثل هذا الحفل، كان المقلد أكثر بكثير من مجرد ممثل في الدراما. على الرغم من أن المعنى الدقيق قد يكون مختلفًا، إلا أن مجموعة سانشينغدوي المقنعة من البرونز لها جميعًا شخصية مُقلد. من المحتمل أن الأقنعة استخدمت لتقليد الشخصية والتعرف على كائنات خارقة معينة من أجل التأثير على بعض المصلحة المجتمعية.
يقارن باحث آخر هذه «الرؤوس والأقنعة ذات العيون المنتفخة والأذن الكبيرة والبرونزية» بـ «أصنام العين» (تماثيل ذات عيون كبيرة وأفواه مفتوحة مصممة لإحداث الهلوسة) في فرضية جوليان جاينز لثنائية الحجرات. و يقترح، «من المحتمل أن يكون الأشخاص من جنوب الصين قد ارتدوا هذه الأقنعة البرونزية المنومة، والتي تمثل بشكل متكرر روح سلف ميت بقناع يمثل وجهًا متنكراً بقناع».
تشمل القطع الأثرية البرونزية الأخرى الطيور ذات الأوراق الشبيهة بالنسر، والنمور، والأفعى الكبيرة، والأقنعة الحيوانية، والأجراس، وما يبدو أنها عجلة بقضبان من البرونز، ولكن من المرجح أن تكون زينة من درع قديم. بصرف النظر عن البرونز، تضمنت اكتشافات سانشينغدوي قطعًا أثرية من اليشم تتوافق مع حضارات العصر الحجري الحديث السابقة في الصين، مثل تسونغ وتشانغ.

### علم الكونيات
بالعودة إلى العصر الحجري الحديث، حدد سكان شرق آسيا أرباع السماء الأربعة بالحيوانات: التنين الأزرق السماوي، وطائر القرمزي في الجنوب، والنمر الأبيض من الغرب، والسلحفاة السوداء في الشمال. ارتبط كل من هذه الرموز الأربعة (الكوكبة الصينية) بكوكبة كانت مرئية في الموسم المعني: التنين في الربيع، الطائر في الصيف، إلخ.
نظرًا لأن هذه الحيوانات الأربعة - الطيور والتنين والثعابين والنمور - تهيمن على الاكتشافات في سانشينغدوي، قد تمثل البرونز الكون. ليس من الواضح ما إذا كانت تشكل جزءًا من أحداث طقسية مصممة للتواصل مع أرواح الكون (أو أرواح الأجداد). نظرًا لعدم وجود سجلات مكتوبة متبقية، فمن الصعب تحديد الاستخدامات المقصودة للأشياء التي عُثر عليها. يعتقد البعض أن استمرار انتشار تصوير هذه الحيوانات، خاصة في فترة هان المتأخرة، كان محاولة من البشر "لتلائم" فهمهم لعالمهم، وعلم الكونيات الخاص بهم. (يبدو أن اليشم التي عُثر عليها في سانشينغدوي مرتبطة أيضًا بالأنواع الستة المعروفة من طقوس اليشم في الصين القديمة، ومرة أخرى قد يرتبط كل منها بنقطة بوصلة (N، S، E، W) بالإضافة إلى السماء والأرض).

## معرض الصور

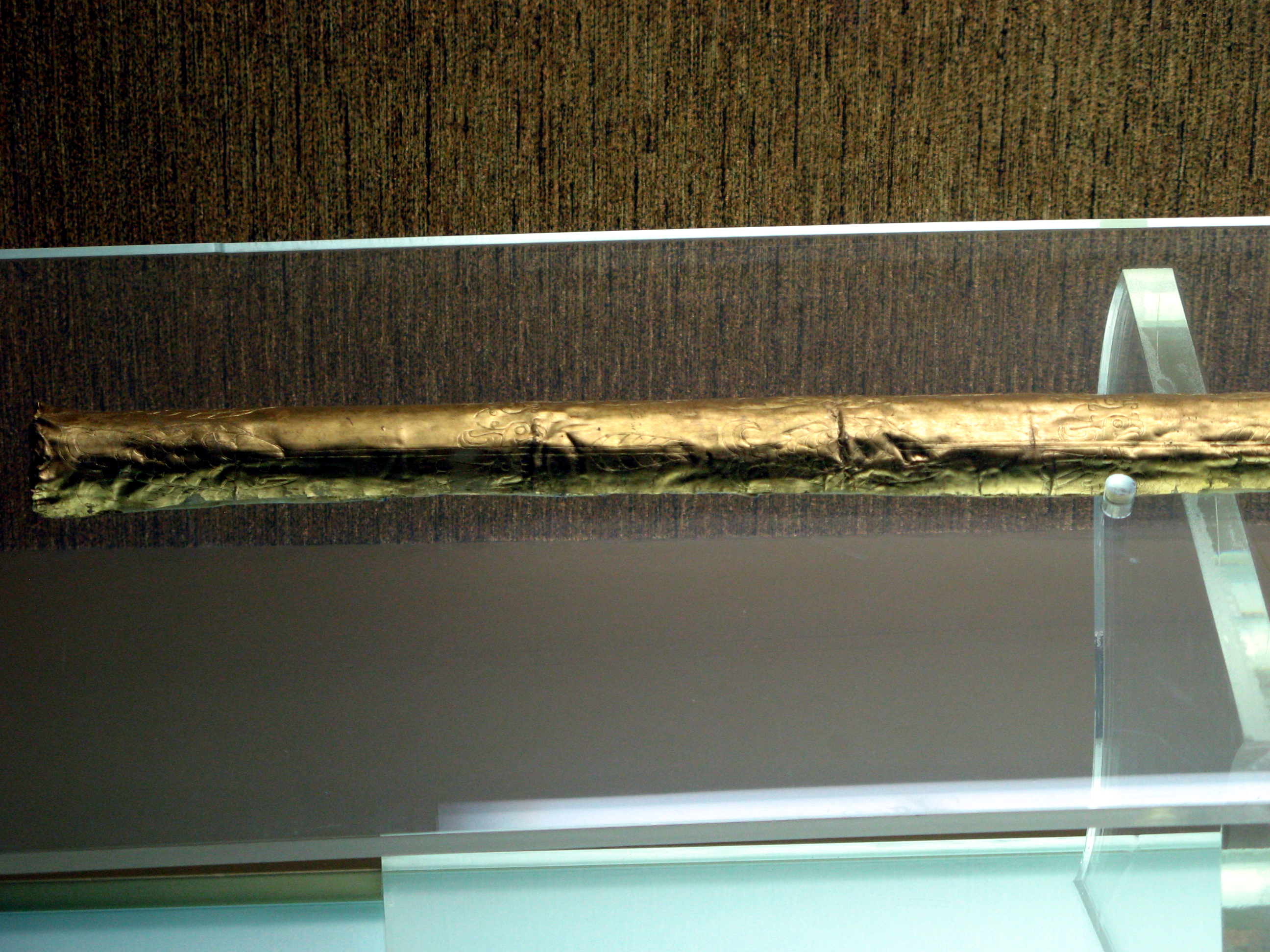
صولجان الذهب
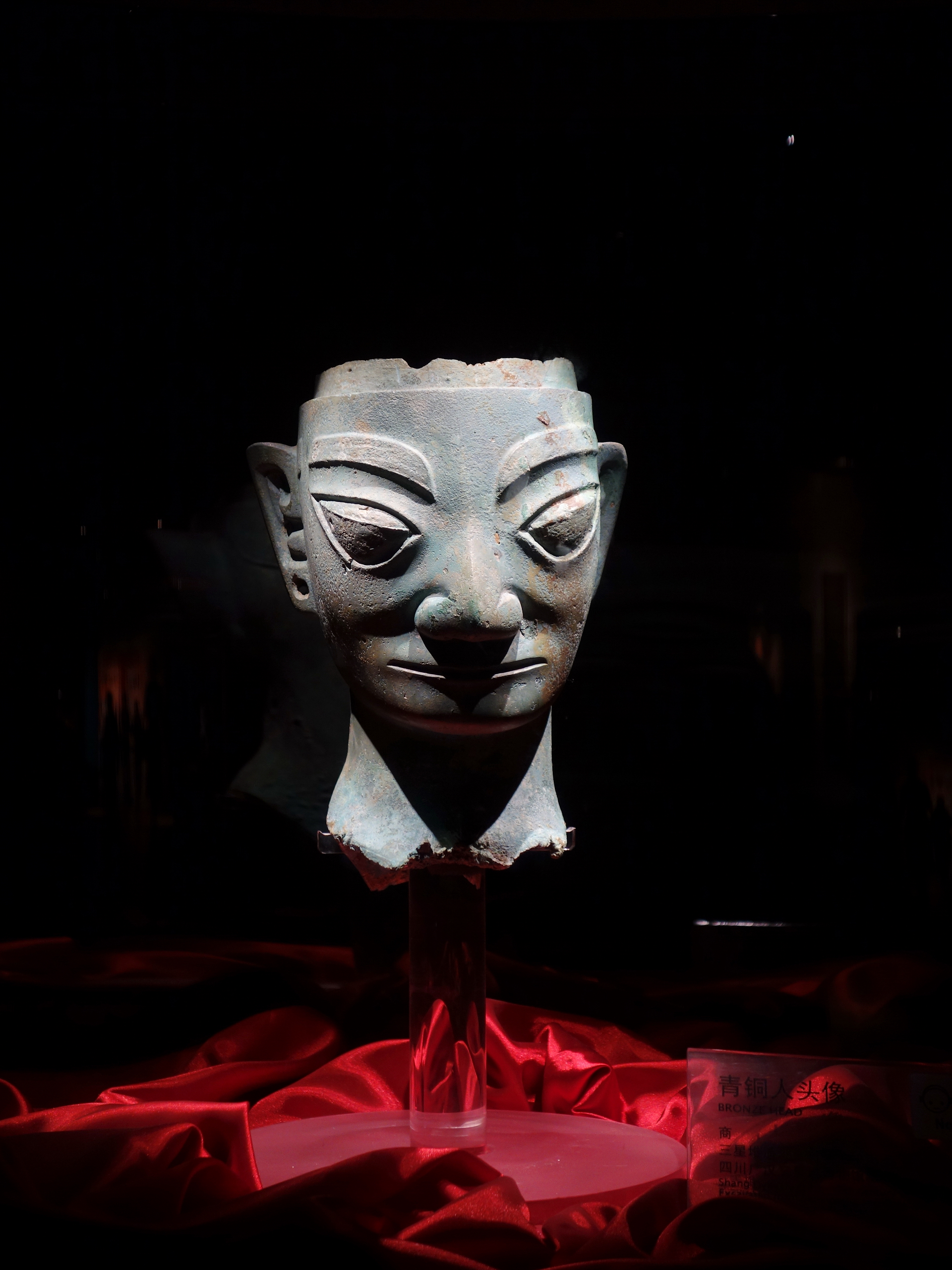
رؤوس سانشينغدوي البرونزية
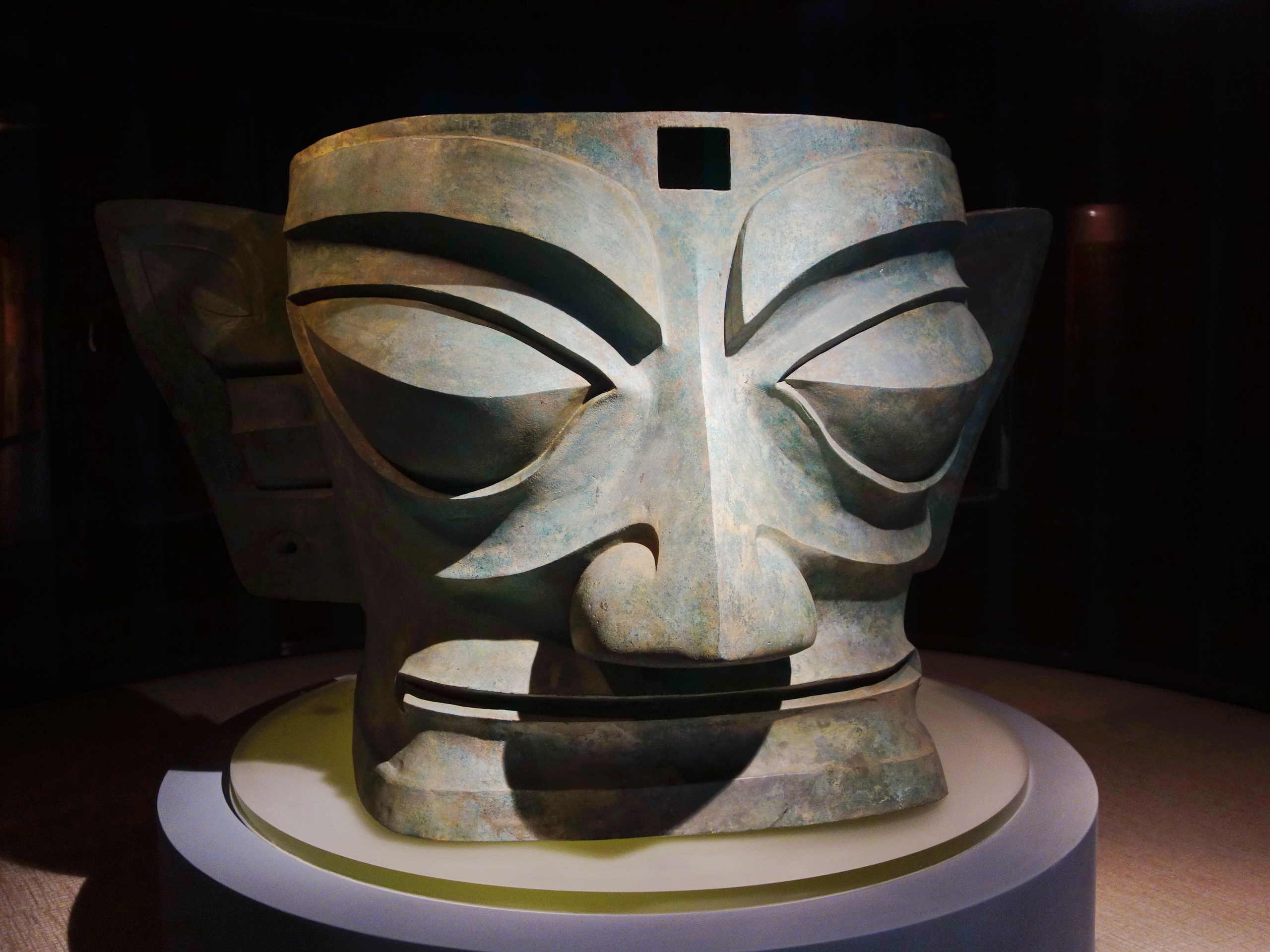
أقنعة سانشينغدوي البرونزية
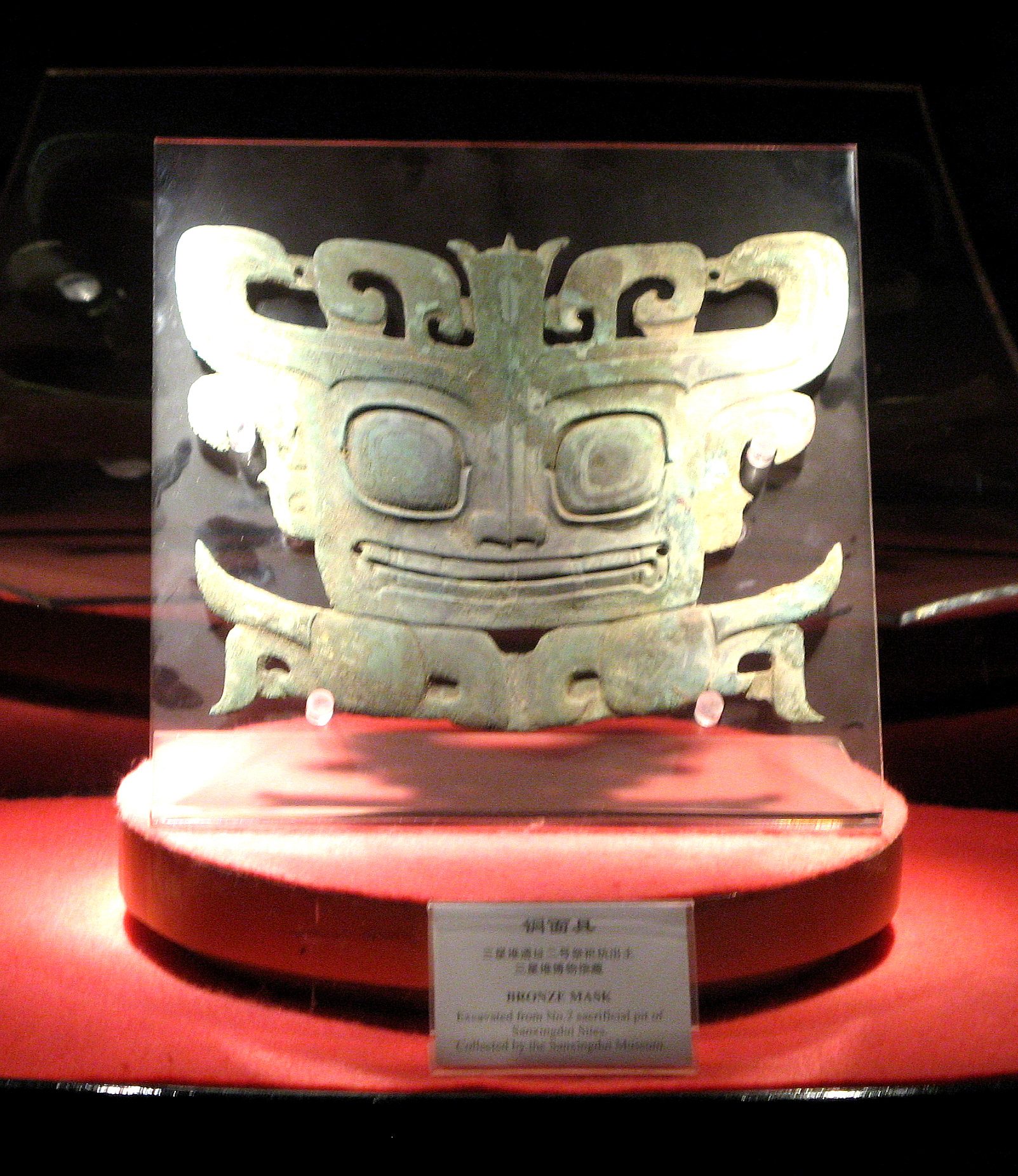
أقنعة الحيوانات البرونزية
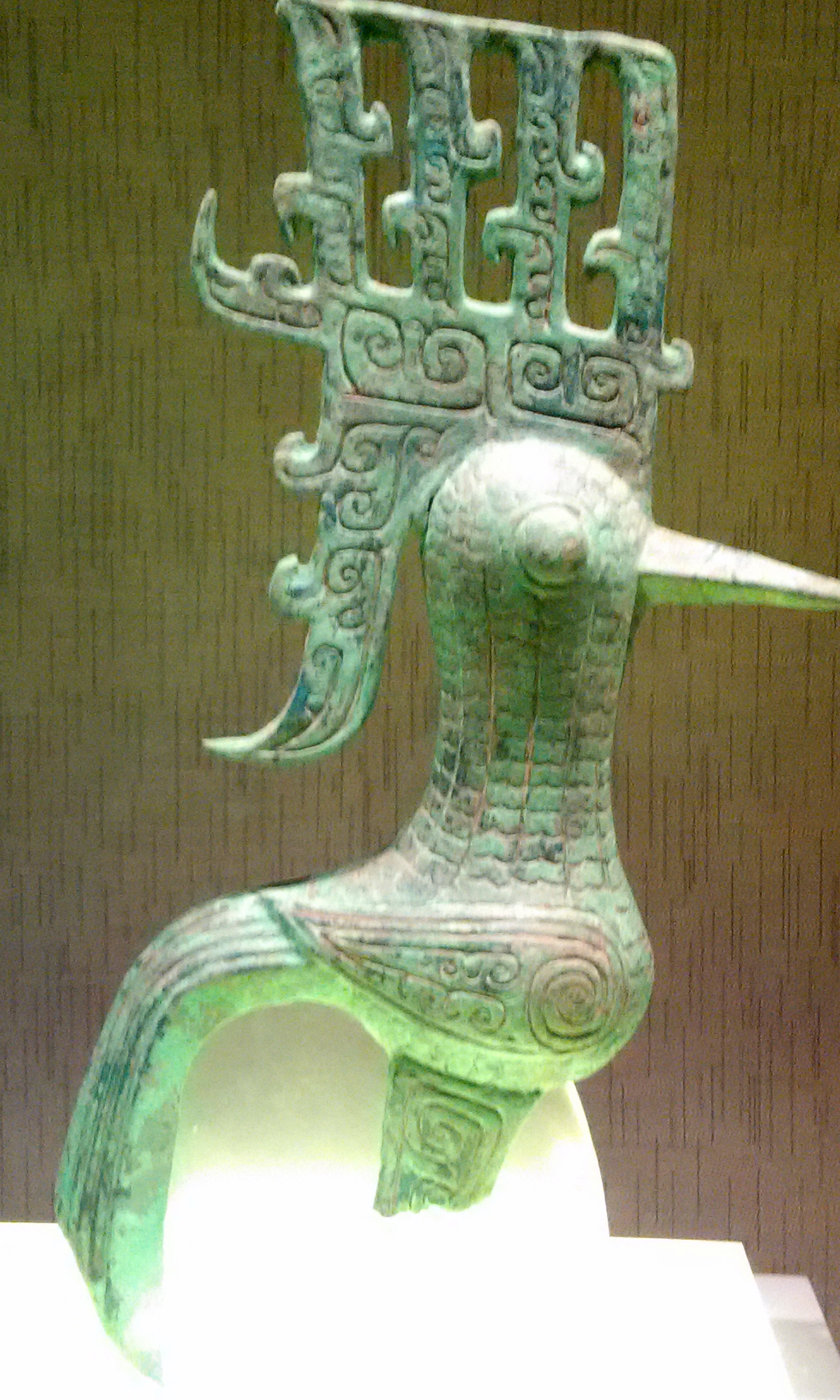
طائر برونزي
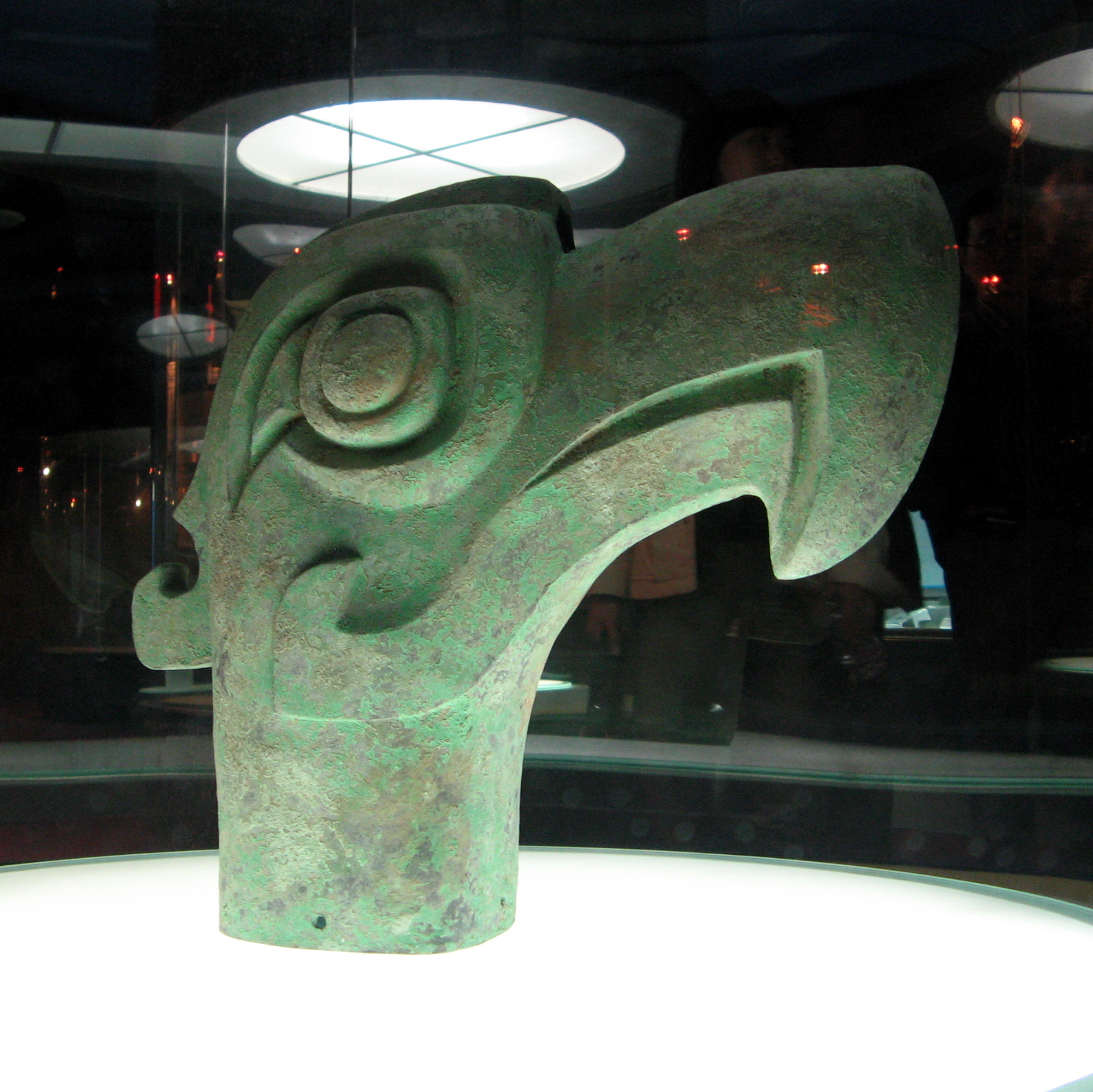
رأس طائر سانشينغدوي البرونزي
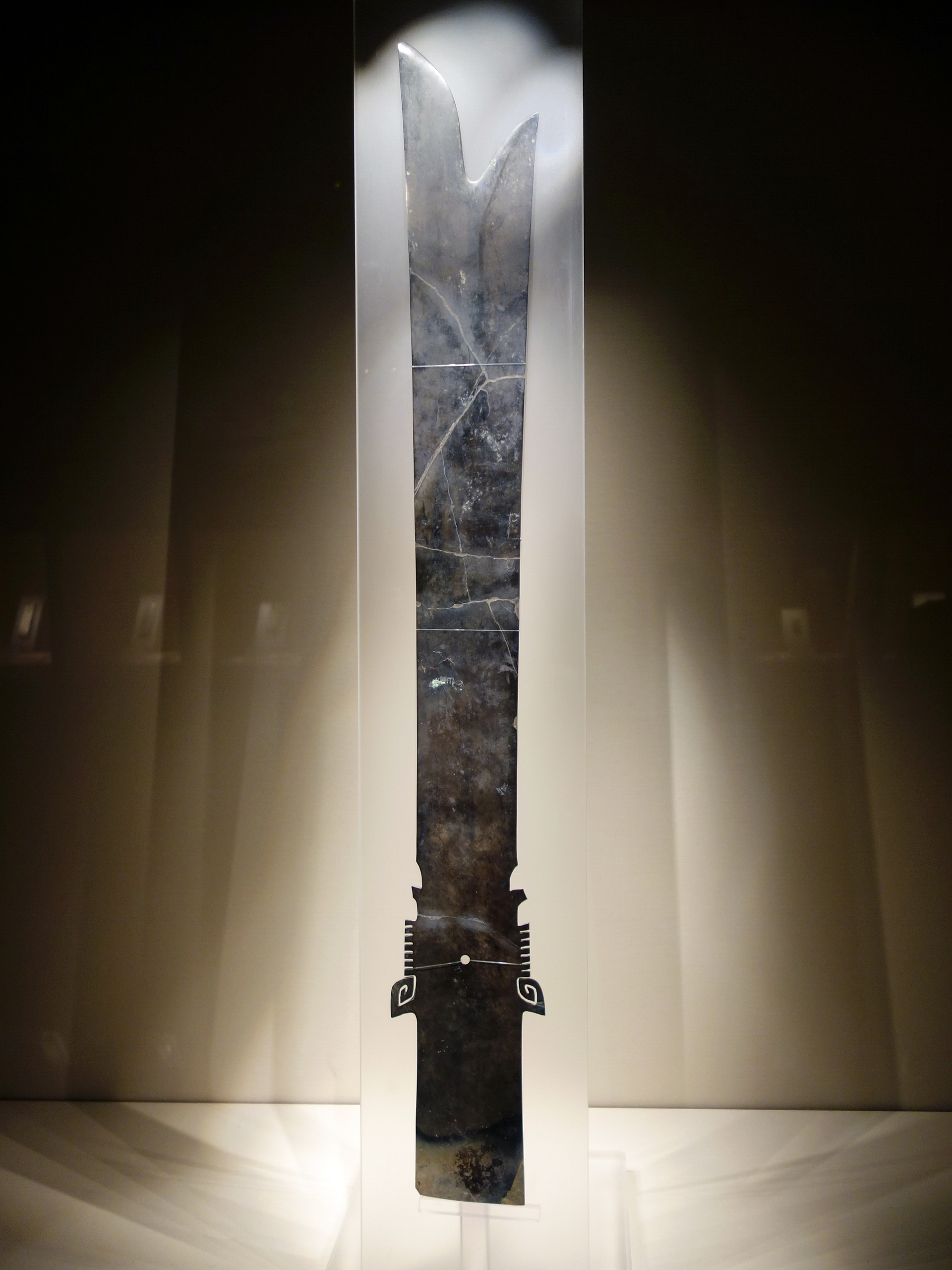
شفرة تشانغ من اليشم
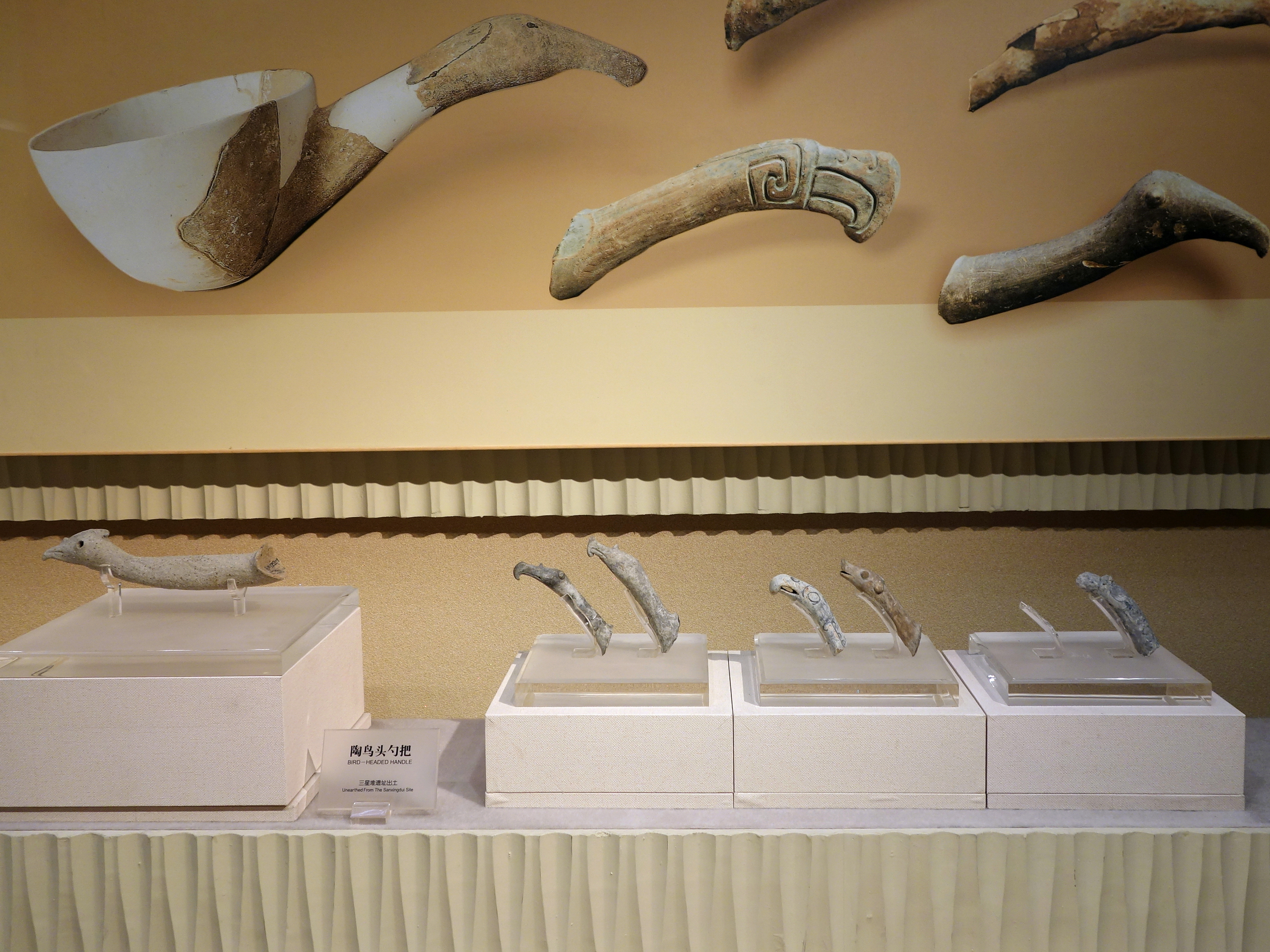
مقبض برأس طائر
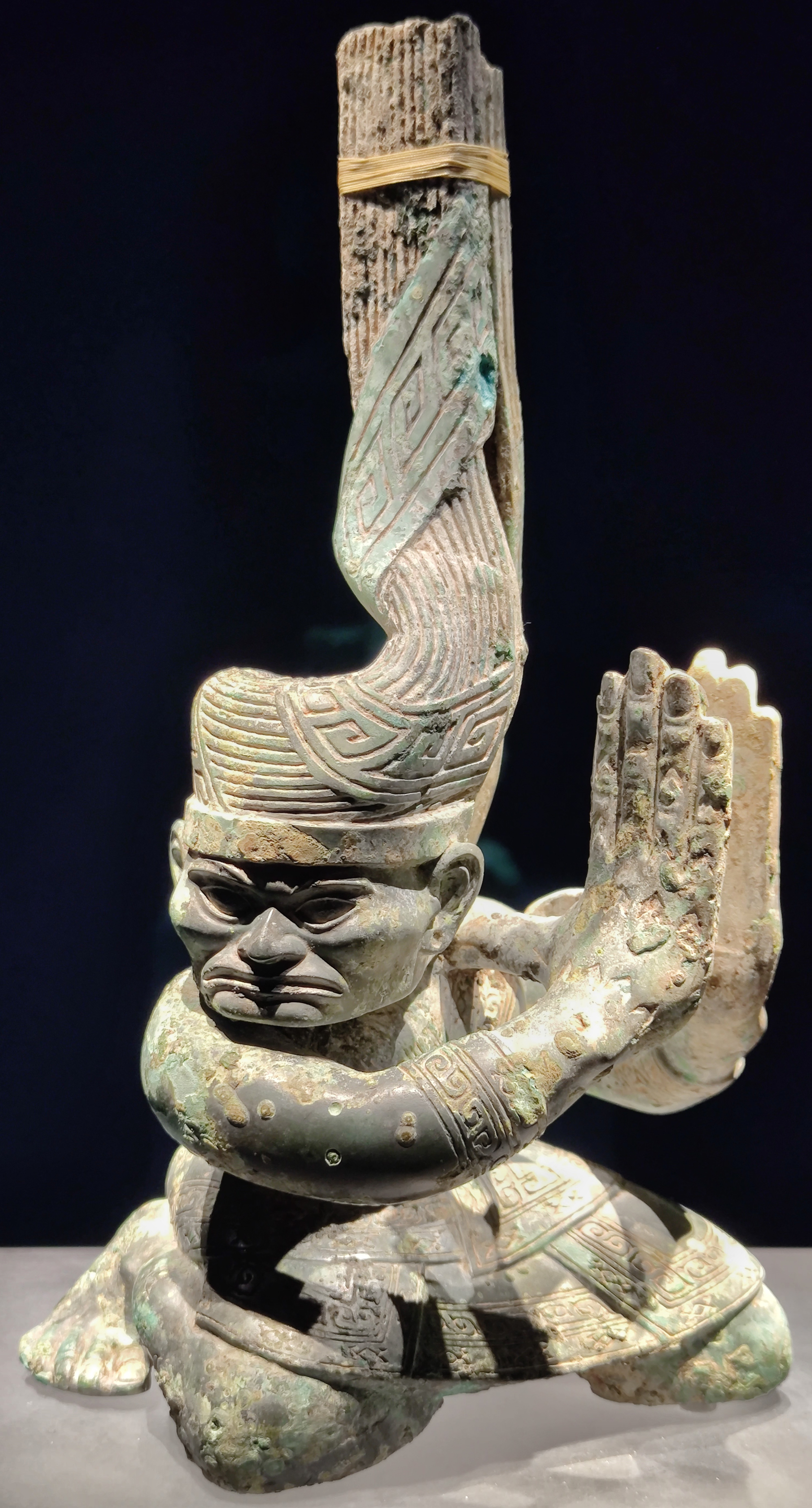
تمثال برونزي سانشينغدوي استخرج عام 2021
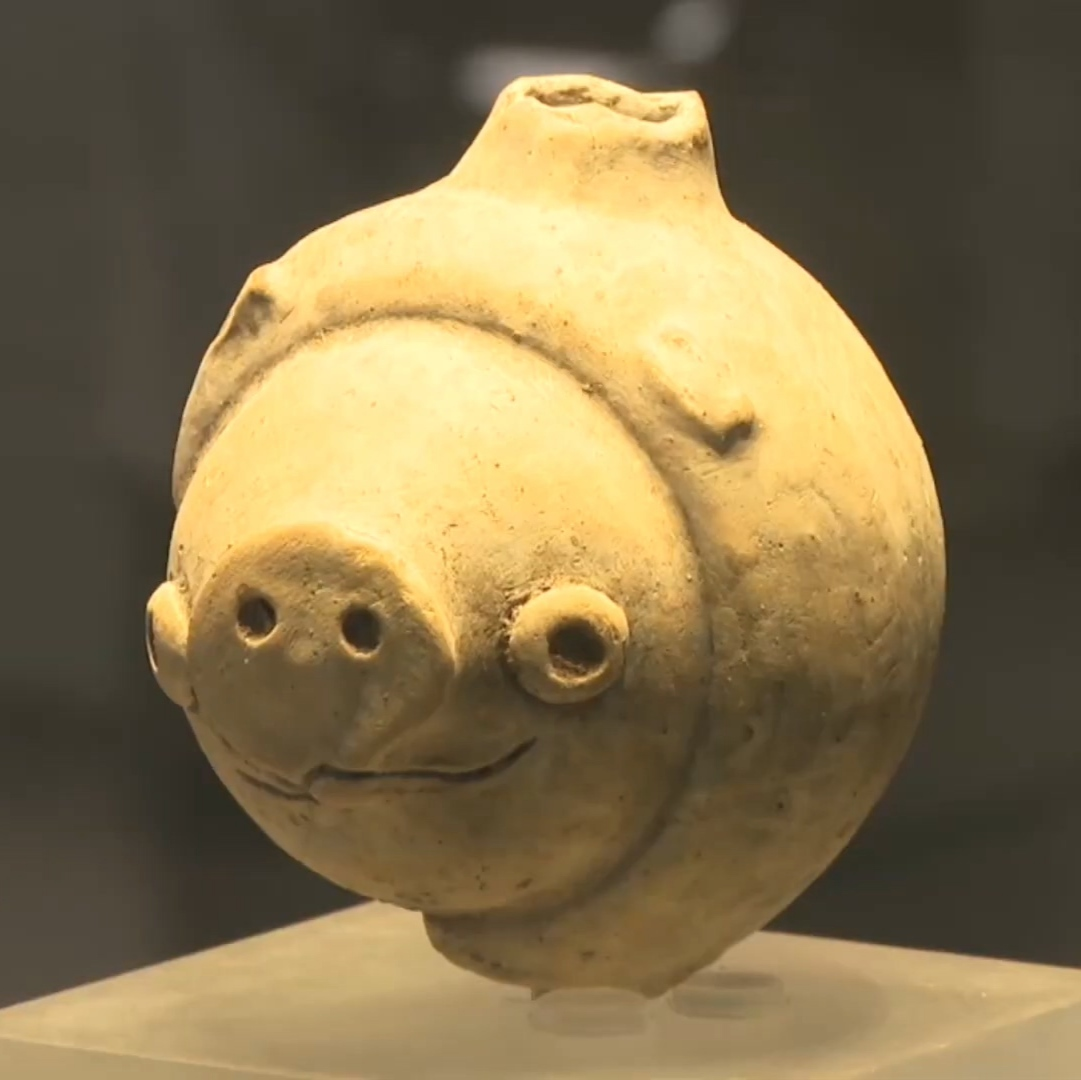
تمثال برونزي سانشينغدوي استخرج عام 2021
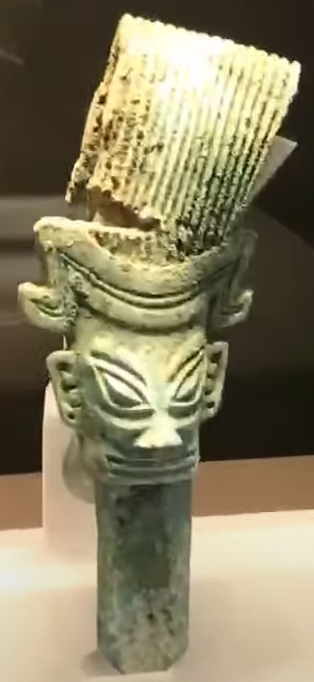
تمثال برونزي بشعر مرتفع استخرج عام 2021
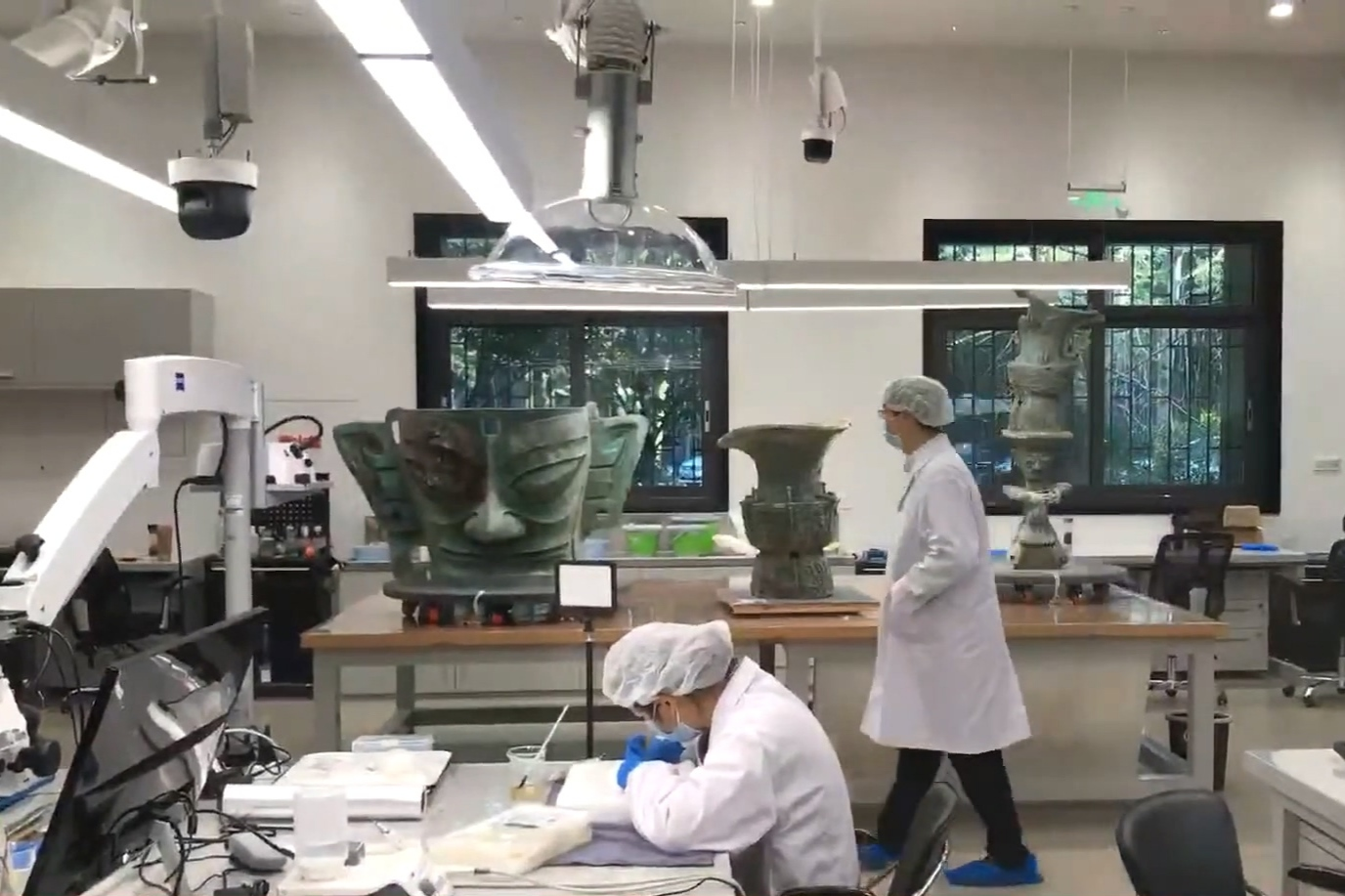
افتتحت قاعة حماية وترميم الآثار الثقافية في سانشينغدوي في ديسمبر 2021، حيث يمكن للسائحين مشاهدة أعمال الترميم عن قرب
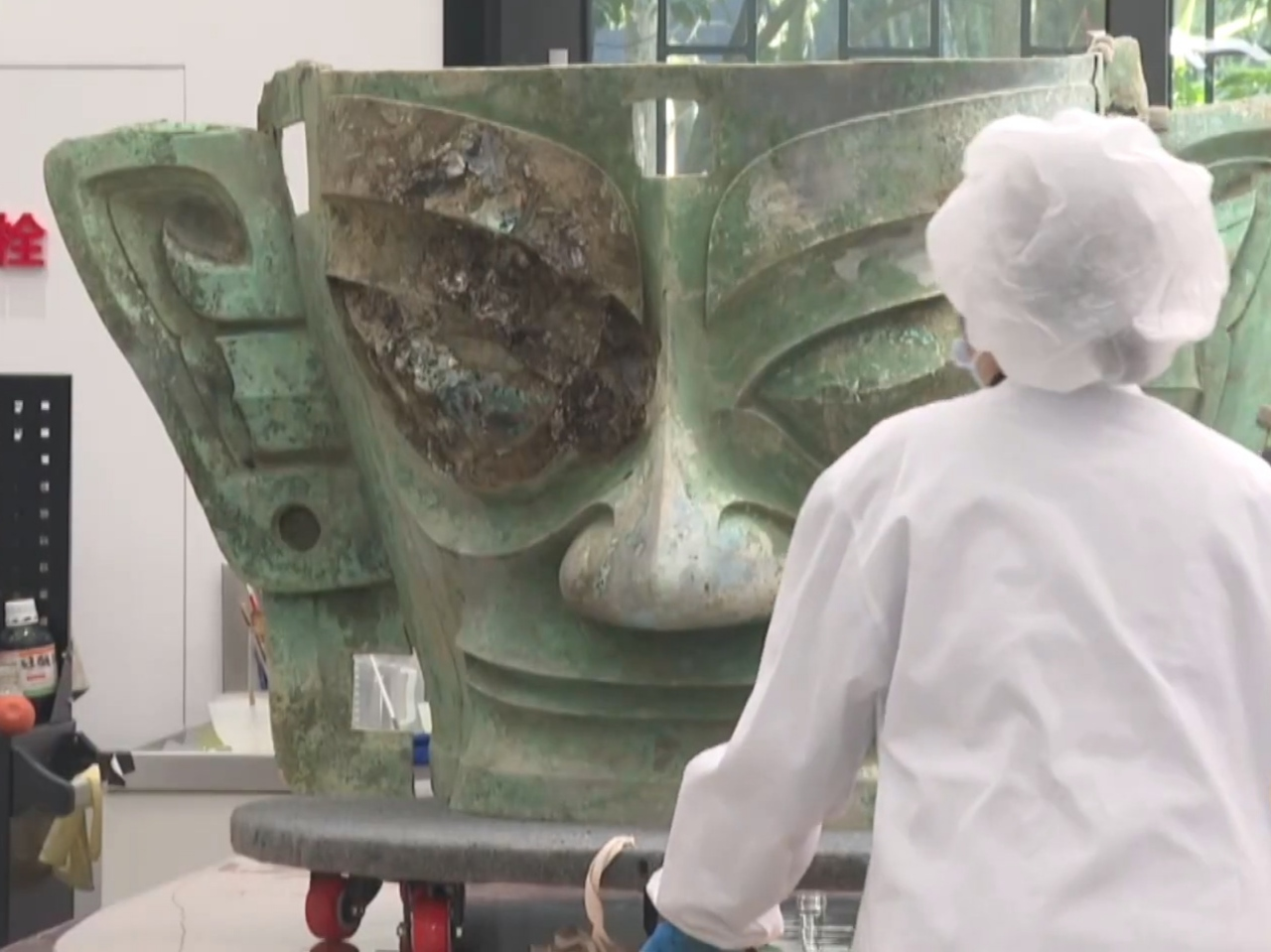
قناع برونزي عملاق
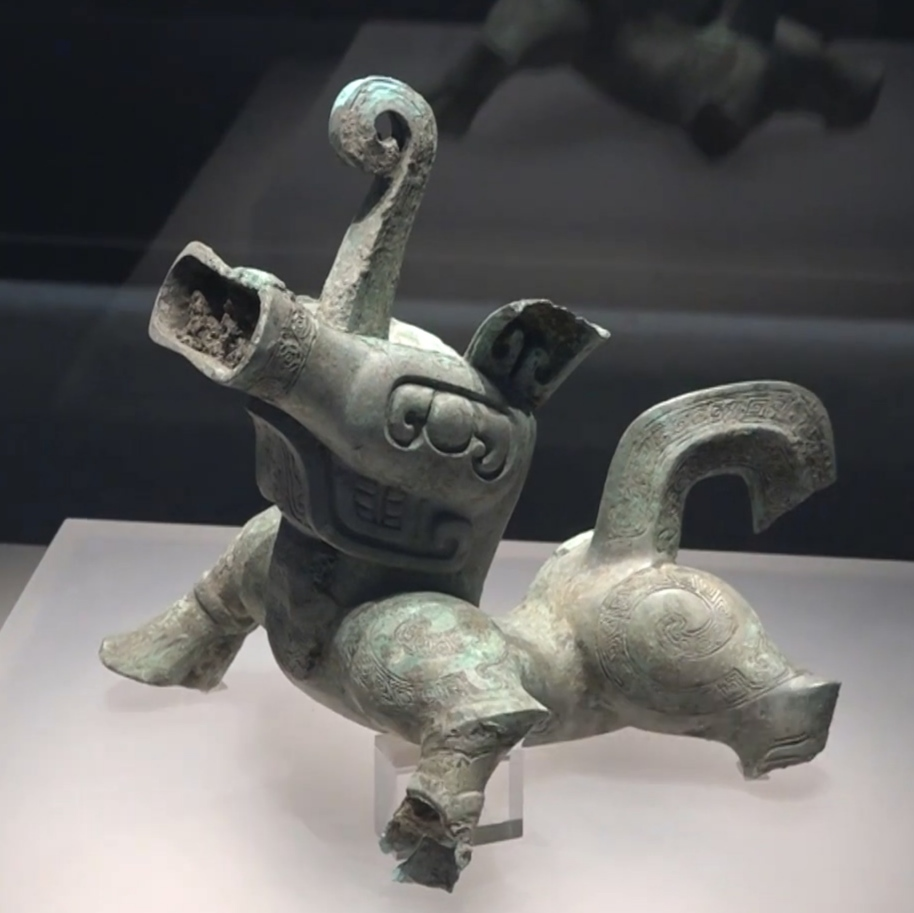
وحش أسطوري برونزي استخرج عام 2021
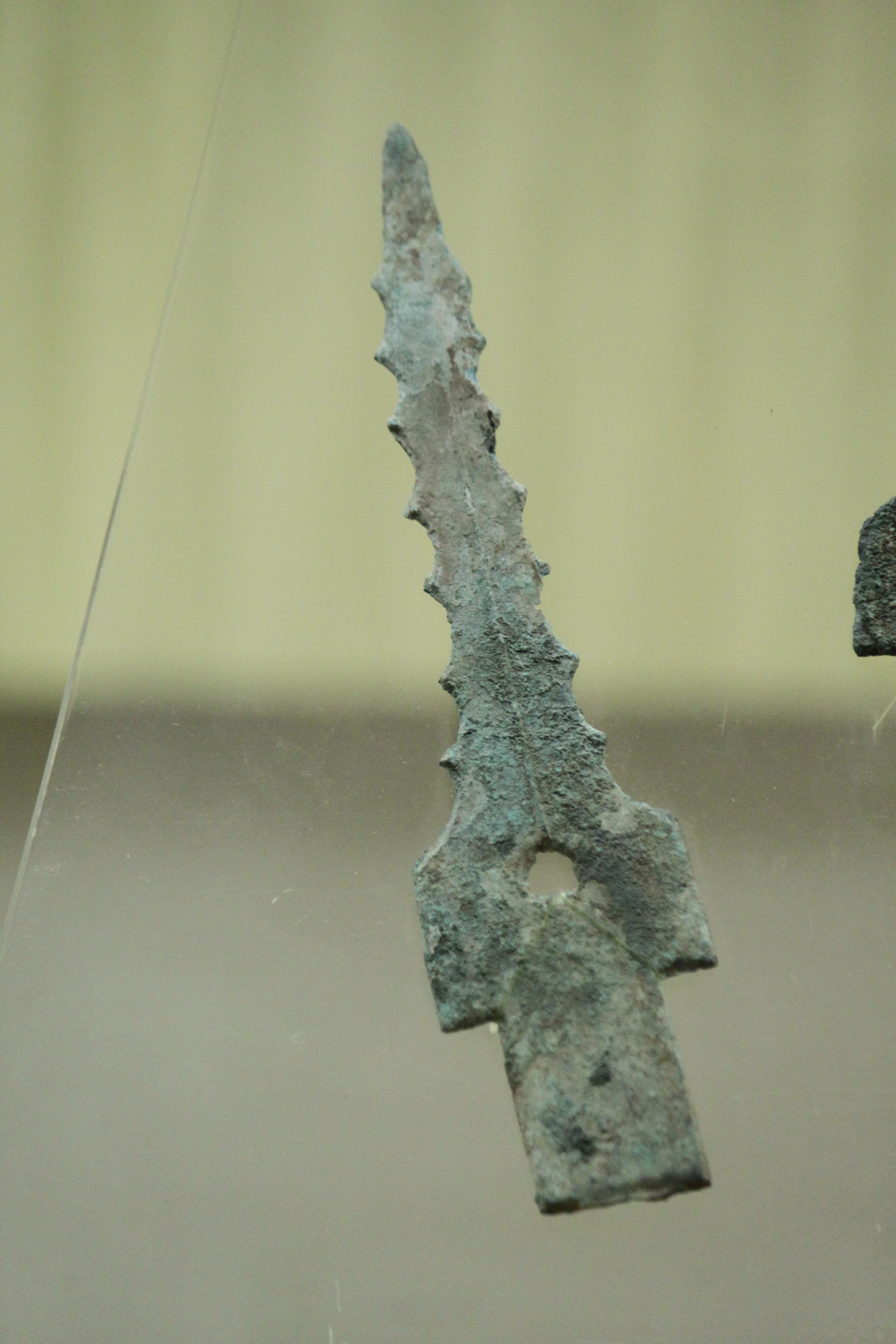
سلاح برونزي من سانشينغدوي

### الفهرس
1. ↑  published، Tia Ghose (24/12/2014). "Mystery of Ancient Chinese Civilization's Disappearance Explained". livescience.com. مؤرشف من الأصل في 2023-06-24. {{استشهاد ويب}}: تحقق من التاريخ في: |تاريخ= (مساعدة)
2. 1 2 3  Xu، Jay (2011). "Lithic Artifacts from Yueliangwan: Research Notes on an Early Discovery at the Sanxingduiu Site". في Jerome Silbergeld؛ Dora C. Y. Ching؛ Judith G. Smith؛ Alfreda Merck (المحررون). Bridges to Heaven: Essays on East Asian Art in Honor of Professor Wen C. Fong, Volume I. Princeton, NJ: Princeton University Press. ISBN:978-0-691-15298-1.
3. 1 2  Sage، Steven F. (1992). Ancient Sichuan and the unification of China. Albany: State University of New York Press. ص. 16. ISBN:0791410374. مؤرشف من الأصل في 2022-11-22.
4. ↑  "Archaeological Sites of the Ancient Shu State: Site at Jinsha and Joint Tombs of Boat- shaped Coffins in Chengdu City, Sichuan Province; Site of Sanxingdui in Guanghan City, Sichuan Province 29C.BC-5C.BC". UNESCO (بالإنجليزية). Archived from the original on 2023-02-23. Retrieved 2018-02-23.
5. ↑  Falco Howard، Angela (2006). Chinese sculpture. New Haven [u.a.]: Yale University Press [u.a.] ISBN:0300100655.
6. ↑  Shiji Original text: 武王曰：「嗟！我有國冢君，司徒、司馬、司空，亞旅、師氏，千夫長、百夫長，及庸、蜀、羌、髳、微、纑、彭、濮人，稱爾戈，比爾干，立爾矛，予其誓。」 نسخة محفوظة 2023-04-18 على موقع واي باك مشين.
7. ↑  Chronicles of Huayang Original text: 周失紀綱，蜀先稱王。有蜀侯蠶叢，其目縱，始稱王。
8. ↑  三星堆博物馆 (2006). The Sanxingdui Site: Mystical Mask on Ancient Shu Kingdom. China Intercontinental Press. ص. 18–20. ISBN:9787508508528. مؤرشف من الأصل في 2023-04-18.
9. ↑  Yang، S.؛ Xu، X. (2022). "Bronze masks of mysterious Sanxingdui: oldest record of Graves' disease?". J Endocrinol Invest. ج. 45 ع. 5: 1115–1116. DOI:10.1007/s40618-021-01643-z. PMID:34291428. مؤرشف من الأصل في 2023-04-13.
10. ↑  Sanxingdui Museum (2006), pp. 7–8
11. ↑  Yinke، Deng؛ Martha Avery؛ Yue Pan (2001). History of China. 五洲传播出版社. ص. 171. ISBN:7-5085-1098-4. مؤرشف من الأصل في 2023-04-13.
12. ↑  The Sanxingdui site. translated by Zhao Baohua. China Intercontinental press. 2006. ص. 15. ISBN:978-7508508528. مؤرشف من الأصل في 2023-05-08.{{استشهاد بكتاب}}:  صيانة الاستشهاد: آخرون (link)
13. ↑  Yingke 2001
14. ↑  Graham، David C. (1934). "A Preliminary Report of the Hanchow Excavations". Journal of the West China Border Research Society. ج. 6: 114–131.
15. ↑  "首页 - 三星堆博物馆". www.sxd.cn. مؤرشف من الأصل في 2023-04-17. اطلع عليه بتاريخ 2021-06-10.
16. ↑  القياسات والتاريخ من Xu 2001، صفحة 85
17. ↑  Higham، Charles F.W. (2004). Encyclopedia of ancient Asian civilizations. New York: Facts On File. ص. 297. ISBN:1438109962.
18. ↑  "San Xing Dui Archaeological Site". World Monuments Fund. مؤرشف من الأصل في 2023-04-18.
19. ↑  "Sanxingdui Museum". مؤرشف من الأصل في 2006-08-27. اطلع عليه بتاريخ 2006-09-08.
20. ↑  "Archaeologists uncover 3,000-year-old gold mask in southwest China". CNN. 22 مارس 2021. مؤرشف من الأصل في 2023-06-22.
21. 1 2  Holland, Oscar; Wang, Serenitie. "Archaeologists uncover 3,000-year-old gold mask in southwest China". CNN (بالإنجليزية). Archived from the original on 2022-11-26. Retrieved 2021-03-27.
22. ↑  "Across China: Uncovering the gold mask unearthed at the Sanxingdui Ruins - Xinhua | English.news.cn". www.xinhuanet.com. مؤرشف من الأصل في 2023-04-18. اطلع عليه بتاريخ 2021-09-20.
23. ↑  Solly, Meilan, Trove of 13,000 Artifacts Sheds Light on Enigmatic Chinese Civilization, Smithsonian Magazine, June 14, 2022 with images and links نسخة محفوظة 2023-04-18 على موقع واي باك مشين.
24. ↑  "Why archaeologists are so excited by China's Sanxingdui ruins". South China Morning Post (بالإنجليزية). 15 Jun 2022. Archived from the original on 2023-04-23. Retrieved 2022-06-16.
25. ↑  "Newly found Chinese artifacts illuminate mysterious ancient kingdom". NBC News (بالإنجليزية). Archived from the original on 2023-06-10. Retrieved 2022-06-16.
26. ↑  Kathleen Magramo. "Sacrificial altar among 13,000 relics unearthed at Sanxingdui archaeological site in China". CNN (بالإنجليزية). Archived from the original on 2023-06-21. Retrieved 2022-06-16.
27. 1 2  
Sanxingdui Museum 2006
28. ↑  Ghose, Tia (24 Dec 2014). "Mystery of Ancient Chinese Civilization's Disappearance Explained". Live Science (بالإنجليزية). Archived from the original on 2023-06-24. Retrieved 2021-11-29.
29. ↑  Zhuan Ti. "Jinsha, Sanxingdui ruins open up gateway to past". الصين يوميا. مؤرشف من الأصل في 2023-04-17. اطلع عليه بتاريخ 2013-10-02.
30. ↑  Xu 2001، صفحة 66
31. ↑  Debaine-Francfort 1999، صفحة 67
32. 1 2  Liu & Capon 2000، صفحة 37
33. ↑  قارن Paper 1995، صفحة 82
34. ↑  2007 Carr، صفحة 401
35. ↑  2007 Carr، صفحة 403

### المعلومات الكاملة للمراجع
- Bagley، Robert (2001). Ancient Sichuan: Treasures from a Lost Civilization. Princeton, New Jersey: Seattle Art Museum and Princeton University Press. ISBN:0-691-08851-9.
- Carr, Michael (2007). "The Shi 'Corpse/Personator' Ceremony in Early China". Reflections on the Dawn of Consciousness: Julian Jaynes’s Bicameral Mind Theory Revisited (بالإنجليزية). Julian Jaynes Society. pp. 343–416.
- Debaine-Francfort، Corinne (1999) [1998]. The Search for Ancient China. 'New Horizons' series. ترجمة: Bahn، Paul G. London: Thames & Hudson. ISBN:978-0-500-30095-4.
- Liu، Yang؛ Capon، Edmund (2000). Masks of mystery: ancient Chinese bronzes from Sanxingdui = Jia mian zhi mi. سيدني: Art Gallery of New South Wales. ISBN:978-0-7347-6316-7.
- Paper، Jordan D. (1995). The spirits are drunk: comparative approaches to Chinese religion. Suny series in Chinese philosophy and culture. Albany, N.Y: State University of New York Press. ISBN:978-0-7914-2316-5.
- Xu، Jay (2001). "Bronze at Sanxingdui". في Bagley، Robert W. (المحرر). Ancient Sichuan: Treasures from a Lost Civilization. Seattle, Wash: Seattle Art Museum and Princeton University Press. ص. 59–152. ISBN:978-0-691-08851-8.
- Yinke، Deng؛ Martha Avery؛ Yue Pan (2001). History of China. 五洲传播出版社. ص. 171. ISBN:7-5085-1098-4. مؤرشف من الأصل في 2023-04-13.

- Sanxingdui Museum؛ Wu Weixi؛ Zhu Yarong (2006). The Sanxingdui site: mystical mask on ancient Shu Kingdom. 五洲传播出版社. ص. 134. ISBN:7-5085-0852-1. مؤرشف من الأصل في 2023-04-03.

## الروابط الخارجية
- المزيد حول الاكتشافات في سانشينغدوي نسخة محفوظة 2013-02-15 على موقع واي باك مشين. ، المعرض الوطني للفنون
- كنوز من حضارة مفقودة: الفن الصيني القديم من سيتشوان، متحف سياتل للفنون